# Дефекация

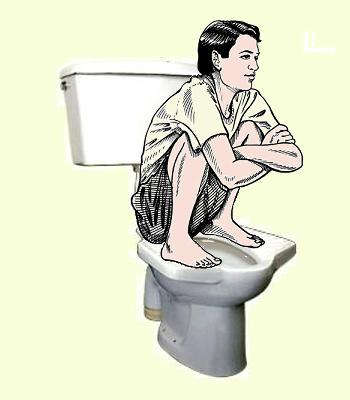
Позиция дефекации на корточках, на специально оборудованном для этого унитазе.

Сидячая поза дефекации, применимая для самых распространённых типов унитазов.

Дефека́ция (лат. defecatio; синонимы: опорожне́ние кише́чника; опорожне́ние прямо́й кишки́, стул, испражне́ние) — процесс удаления организмом кала из пищеварительного тракта (у человека — из прямой кишки) через анальное выходное отверстие (анус). У животных дефекация происходит с разной степенью осознанности. Некоторые из них осуществляют акты дефекации мимоходом, практически не замечая их, тогда как у других животных наличествуют такие моменты, как поиск места для дефекации и даже элементы приведения в порядок (уборки за собой) места осуществлённой дефекации (последнее характерно, например, для кошек).
У человека в норме дефекация происходит около одного раза в сутки (от одного—двух раз в день до одного раза в два дня). Если дефекация происходит чаще (частый стул) или реже (запор), это обычно сопровождается изменением физических свойств стула. Частый стул обычно имеет более жидкую консистенцию (диарея), вплоть до водянистой. При задержке стула каловые массы становятся слишком грубыми и твёрдыми и могут травмировать слизистую. Описаны случаи разрыва кишечника твёрдыми каловыми камнями, приведшие к перитониту и завершившиеся смертельным исходом. Как правило, нарушение частоты дефекации является симптомом какого-либо заболевания и требует консультации врача (гастроэнтеролога, проктолога или хирурга). Непроизвольная дефекация иногда происходит при родах.

## Биомеханизм акта дефекации
Позыв к дефекации появляется только при определённой степени раздражения рецепторов прямой кишки и тазового дна каловыми массами. При расширении прямой кишки идет сигнал по половому нерву в головной мозг, это называется позывом к акту дефекации. Акт дефекации происходит в большинстве случаев осознанно, при акте дефекации внутренний сфинктер открывается, внешний сфинктер человек может контролировать. При расслаблении внешнего сфинктера (вследствие чего он открывается) каловые массы устремляются наружу, если же каловые массы не выходят полностью/частично, нужно напрячь мышцы брюшной полости и диафрагму.

## Физиологические параметры
Дефекация у здорового взрослого человека характеризуется следующими физиологическими параметрами:

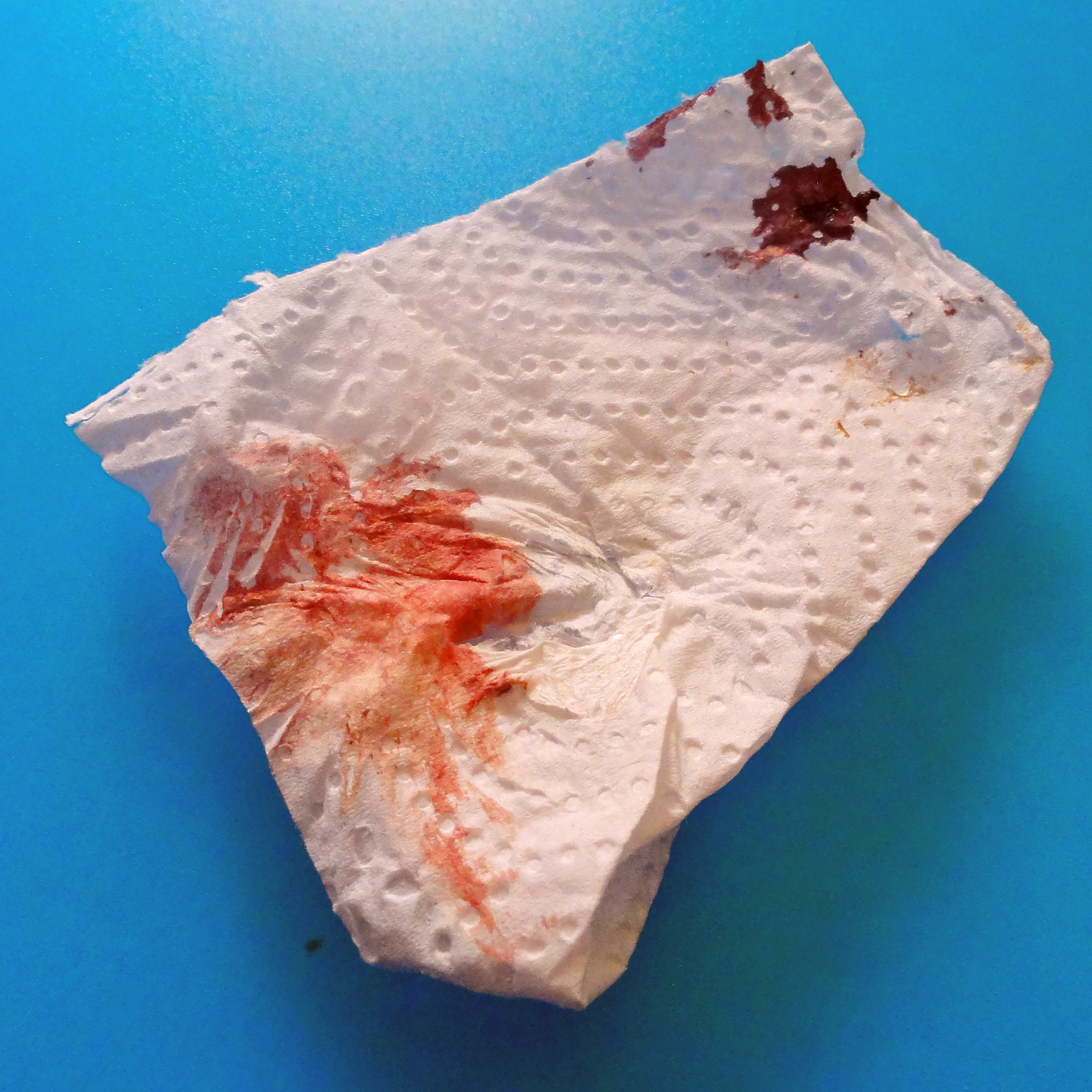
Туалетная бумага после дефекации с алыми пятнами крови при трещине заднего прохода, вызванной прохождением твёрдых сухих каловых масс после длительного употребления острой пищи 50-ти летним мужчиной; следует немедленно обратиться к хирургу во избежание развития анемии или геморроя.

- Порог ректальной чувствительности (минимальный объём кала, необходимый для появления ощущения заполнения кишечника) — менее или равен 25 мл;
- Минимальный объём для расслабления внутреннего анального сфинктера (объём, при котором возникает первый позыв на дефекацию) — 10—20 мл;
- Порог для постоянного позыва на дефекацию (объём, необходимый для появления постоянного позыва) — менее или равен 220 мл;
- Максимально переносимый объём — 110—280 мл.

Перечисленные параметры измеряются методом аноректальной манометрии и отклонения их от нормы являются диагностическими признаками.
При дефекации и вне её у взрослого человека из кишечника в норме за сутки выводится 0,1 — 0,5 литра газа. При метеоризме объём выводимого газа может достигать трёх и более литров. Состав газовой смеси у здоровых людей следующий: азот N2 — 24—90 %, углекислый газ СО2 — 4,3—29 %, кислород О2 — 0,1—23 %, водород Н2 — 0,6—47 %, метан CH4 — 0—26 %, а также небольшое количество сероводорода H2S, аммиака NH3, меркаптана, скатола.
Процесс дефекации, как правило, сопровождается приятными ощущениями и чувством облегчения, что, помимо естественного освобождения кишечника и ослабления напряжения соответствующих мышц, обусловлено связью процесса с системой внутреннего подкрепления, что, несмотря на неприглядность действия и его атрибутов (вид фекалий, запах), не приводит к отказу и задержке осуществления этих актов.

## Дефекация у детей
Позыв к акту дефекации возникает при перемещении кала из сигмовидной кишки в ампулу прямой кишки, но сам акт дефекации у человека контролируется центральной нервной системой. Здоровый ребёнок в состоянии подавить позыв к дефекации, начиная с возраста полутора-двух лет. У ребёнка нормальным стулом являются третий и четвёртый типы, определяемые по Бристольской шкале стула, а именно, в форме колбаски с ребристой поверхностью или в форме гладкой и мягкой колбаски.
Здоровые дети имеют следующее, зависящее от возраста, количество актов дефекации в неделю:
- до трёх месяцев, находящиеся на грудном вскармливании — от 5 до 40;
- до трёх месяцев, находящиеся на искусственном вскармливании — от 5 до 20;
- от 6 до 12 месяцев — от 5 до 28;
- от года до трёх лет — от 4 до 21;
- старше четырёх лет — от 3 до 14[4].

## Мифология
Общественные туалеты существовали уже в Древней Месопотамии.  Местные жители, однако, считали, что в этих уборных обитают демоны поэтому некоторые люди, согласно сохранившимся свидетельствам, предпочитали испражняться на открытом воздухе.